# فيكتور شلحت
الأب فيكتور قسطاكي شلحت اليسوعي (1925 - 2006 م) هو أديب وراهب يسوعي، من أهل سورية.

## ترجمته
وُلد في حلب ودرس في مدارسها، ثم انتسب إلى الرهبانية اليسوعية، وتابع دروسه في فرنسة. توفّي في دمشق يوم 21 شباط 2006 م.

## آثاره
من آثاره:
- القسطاس المستقيم للإمام الغزاليّ، وهو أطروحة الماجستير. وقد طُبع عدّة مرّات، كما تُرجم إلى اللغة الفرنسية.
- النزعة الكلاميَّة في أسلوب الجاحظ، مصر 1964 م.
- أضواء على أناجيل الطفولة، تأليف الكَردينال جان دانيلو، نقله إلى العربية، بيروت - لبنان 1990 م.
- من النُور إلى الحُبّ، تأليف الأب جان لابلاس، نقله إلى العربية، بيروت - لبنان 1995 م.
- مسألة الله في التاريخ، من الكتاب المقدَّس إلى الظاهرة الدِينيَّة المعاصرة، بيروت - لبنان 1998 م.
- محطّات في سرّ المسيح إلهاً وإنساناً، بيروت - لبنان 2006 م.